# Tewantin
Tewantin är en del av en befolkad plats i Australien. Den ligger i kommunen Sunshine Coast och delstaten Queensland, omkring 120 kilometer norr om delstatshuvudstaden Brisbane. Antalet invånare är 10 660. Den ligger vid sjön Lake Doonella.
Tewantin är det största samhället i trakten. 
I omgivningarna runt Tewantin växer i huvudsak städsegrön lövskog. Runt Tewantin är det ganska tätbefolkat, med 144 invånare per kvadratkilometer. Genomsnittlig årsnederbörd är 1 898 millimeter. Den regnigaste månaden är januari, med i genomsnitt 360 mm nederbörd, och den torraste är september, med 41 mm nederbörd.